# Jogos Pan-Africanos de 1995
Os Jogos Pan-africanos de 1995 foram realizados na cidade de Harare, no Zimbabué, entre 13 e 22 de setembro.

Esta edição teve a participação de mais de seis mil atletas, divididos nos dezenove esportes disputados, cujo oito estavam aberto a participação feminina. Na cerimônia de encerramento, a África do Sul apresentou-se como a próxima sede.[carece de fontes?]

## Quadro de medalhas
País sede destacado. 
| Ordem | País                      | Medalha de ouro | Medalha de prata | Medalha de bronze | Total |
| ----- | ------------------------- | --------------- | ---------------- | ----------------- | ----- |
| 1     | África do Sul             | 64              | 51               | 39                | 154   |
| 2     | Egito                     | 61              | 43               | 50                | 154   |
| 3     | Nigéria                   | 36              | 31               | 40                | 107   |
| 4     | Argélia                   | 15              | 16               | 26                | 57    |
| 5     | Quénia                    | 12              | 11               | 17                | 40    |
| 6     | Tunísia                   | 9               | 11               | 19                | 39    |
| 7     | Zimbabwe                  | 6               | 6                | 23                | 35    |
| 8     | Senegal                   | 5               | 4                | 6                 | 15    |
| 9     | Camarões                  | 3               | 13               | 10                | 26    |
| 10    | Maurícia                  | 3               | 6                | 9                 | 18    |
| 11    | Madagascar                | 2               | 2                | 5                 | 9     |
| 12    | Gabão                     | 2               |                  | 6                 | 8     |
| 13    | Etiópia                   | 1               | 5                | 6                 | 12    |
| 14    | Gana                      | 1               | 4                | 2                 | 7     |
| 15    | Moçambique                | 1               | 2                |                   | 3     |
| 16    | Serra Leoa                | 1               | 1                |                   | 2     |
| 17    | Tanzânia                  | 1               |                  | 1                 | 2     |
| 18    | Burundi                   | 1               |                  |                   | 1     |
| 19    | Namíbia                   |                 | 4                | 3                 | 7     |
| 20    | Costa do Marfim           |                 | 4                | 2                 | 6     |
| 21    | Zâmbia                    |                 | 2                | 2                 | 4     |
| 22    | Lesoto                    |                 | 1                | 2                 | 3     |
| 22    | Seicheles                 |                 | 1                | 2                 | 3     |
| 24    | Burquina Fasso            |                 | 1                |                   | 1     |
| 24    | Guiné                     |                 | 1                |                   | 1     |
| 24    | Líbia                     |                 | 1                |                   | 1     |
| 24    | Mali                      |                 | 1                |                   | 1     |
| 24    | República Centro-Africana |                 | 1                |                   | 1     |
| 29    | Angola                    |                 |                  | 3                 | 3     |
| 29    | Eswatini                  |                 |                  | 3                 | 3     |
| 31    | Uganda                    |                 |                  | 2                 | 2     |
| 32    | Botswana                  |                 |                  | 1                 | 1     |
| 32    | Congo                     |                 |                  | 1                 | 1     |
| TOTAL | TOTAL                     | 141             | 142              | 150               | 433   |